# Idioma español en Israel

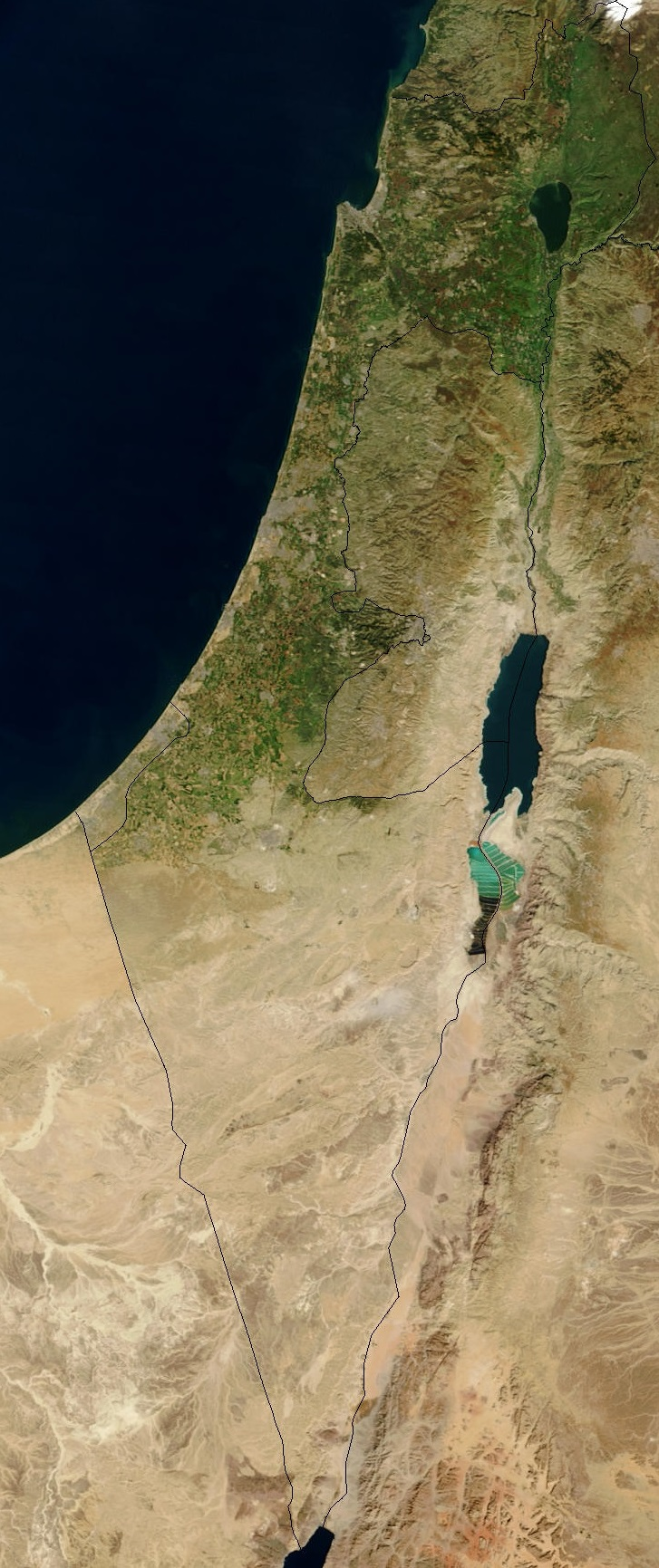
Imagen satelital de Israel.

La presencia del idioma español en Israel remonta al siglo XVI, cuando los Reyes Católicos dictaron la expulsión de los judíos de las coronas de Castilla y de Aragón. Los judíos que hablan español son conocidos como sefardíes, que se expandieron en casi todo el occidente y sobre todo en Israel donde el español ha sido conservado y hasta la fecha lo tienen como lengua materna y convive con las lenguas oficiales, el hebreo y el árabe, ya que de estos idiomas hay palabras acuñadas en el español, si bien del español hablado por los sefardíes ha surgido de un idioma conocido como ladino o judeoespañol.
Desde el surgimiento del moderno Estado de Israel, en 1948, el idioma español acrecentó su base de hablantes a partir de la migración de judíos hispanoparlantes (principalmente argentinos) hacia el nuevo Estado.

## Descripción
Al ser un país cuya población original se había basado en gran parte en la inmigración, en Israel conviven muchas culturas e idiomas, uno de los cuales es el español. Su particularidad en Israel radica en contar con un núcleo de hablantes del judeoespañol, muchos de ellos nativos del país y otros inmigrantes (ya ancianos) y descendientes de inmigrantes de Turquía, Marruecos, Egipto, los Balcanes y Europa Occidental.
No existen datos exactos para conocer el número de hispanohablantes en Israel, que engloban una variedad de dialectos y niveles de dominio de la lengua. Se estima que entre un total de 15 000 y 100 000 hablan el judeoespañol de forma nativa o fluida, además de entre 75 000 y 150 000 que lo podrían entender hasta cierto nivel (la mayoría por tener padres o abuelos que lo hablaban, aunque también los hay quienes lo han estudiado). A ellos se suman unos 100 000 ciudadanos de origen iberoamericano, entre inmigrantes e hijos de inmigrantes, principalmente de Argentina y Uruguay. Debido a que los hablantes del judeoespañol tienen al mismo tiempo el hebreo como lengua materna, y a que gran parte de la inmigración del Cono Sur es relativamente reciente, el acento más notable entre los israelíes de habla hispana es el rioplatense.
Durante la década de 1990 y principios del siglo xxi, muchos israelíes aprendían el español a través de las telenovelas hispanoamericanas que estaban muy de moda, haciendo proliferar los cursos de español basados en estos programas. El canal Viva, enfocado en este tipo de series, popularizó el idioma con programas como Viva el Español, en el que el actor argentino Gustavo Bermúdez enseñaba a los telespectadores la pronunciación de palabras y frases (lo cual influyó en la adopción del acento rioplatense). Con ello, el español se convirtió en una lengua que gozaba de una alta popularidad en este país de Oriente Próximo.
Actualmente, algunos medios de comunicación nacionales, sobre todo los electrónicos, tienen una versión española, como también algunas revistas que publican en este idioma. En muchas escuelas, se enseña en los programas de estudios reglados como asignatura optativa —el único junto al francés, si se excluye el inglés (idioma obligatorio para el bachillerato) y el árabe (obligatorio al comienzo de los estudios secundarios en colegios no árabes, y optativo para el bachillerato). Muchos jóvenes aprenden o siguen aprendiendo español antes y durante sus viajes a Hispanoamérica, un destino popular entre los jóvenes tras el servicio militar o los estudios universitarios. También sigue habiendo programas de radio en judeoespañol que, gracias a Internet, consiguen alcanzar a más oyentes en Israel y en todo el mundo. El Ministerio de Relaciones Exteriores israelí emplea el español como una de seis lenguas de comunicación.
Sin embargo, hay que subrayar que Israel no es un país hispanohablante, y que la mayoría de sus ciudadanos no tienen el dominio suficiente del español para poderlo hablar en el día a día o desarrollar conversaciones en este idioma.

## Síntesis histórica
El idioma español en Israel abarca a partir del hispanismo israelí que tiene una larga tradición, pues no en vano los sefarditas expulsados de España en 1492 por los Reyes Católicos llevaron y conservaron su castellano del siglo XV allá donde fueron: Miguel de Barrios y José Penso de la Vega crearon una academia en Ámsterdam y escribieron obras en el brillante español del Siglo de Oro. En la actualidad existen varios medios de comunicación israelíes en español. El 2.7 por ciento de los siete millones de habitantes de un país multicultural como Israel conoce el idioma. En la ciudad de Netanya se encuentra la biblioteca pública más grande del país y es pionera por haber inaugurado un sector para el español que incluye libros, mediateca y espectáculos.
Hay también hablantes de judeoespañol, unos 100 000 en la actualidad, originarios de países del antiguo Imperio Otomano y del norte de África, quienes también forman parte del hispanismo en Israel. En época moderna cabe mencionar a Samuel Miklos Stern, descubridor de las jarchas, o al gran estudioso de la Inquisición española, el profesor Benzion Netanyahu, y otros muchos, como Haim Beinart. Otros estudiosos israelíes se han acercado a la literatura y sobre todo la historia de España, siempre desde una óptica mediatizada por los malentendidos culturales y, con frecuencia, por las tesis de Américo Castro. El Quijote fue vertido al hebreo dos veces; la primera por Nathan Agmon y Nahman Biálik, y en 1994 por Beatriz y Luis Landau; este último es catedrático del Departamento de Literatura Hebrea de la Universidad Ben Gurión en el Negev y ha escrito el libro Cervantes y los judíos (2004). El historiador Yosef Kaplan ha escrito numerosas obras y ha traducido las Excelencias de los judíos de Isaac Cardoso al hebreo.